# Hrob
Hrob (deutsch Klostergrab) ist eine Stadt im Ústecký kraj in Tschechien.

## Geographie

### Lage
Die Stadt liegt in Nordböhmen am Südhang des Erzgebirges am Fuß des Bouřňák (Stürmer). Unterhalb der Stadt befinden sich zwei künstliche Seen, entstanden nach dem Braunkohleabbau.

### Gemeindegliederung
Die Stadt Hrob besteht aus den Ortsteilen Hrob (Klostergrab), Křižanov (Krinsdorf), Verneřice (Wernsdorf) und Mlýny (Grundmühlen). Das Gemeindegebiet gliedert sich in die Katastralbezirke Hrob, Křižanov u Hrobu, Mlýny und Verneřice u Hrobu.

### Nachbarorte
|                           | Moldava (Moldau), Mikulov (Niklasberg)      |                  |
| Osek (Ossegg), Háj (Haan) | Kompassrose, die auf Nachbargemeinden zeigt | Košťany (Kosten) |
|                           | Jeníkov (Janegg)                            |                  |

## Geschichte

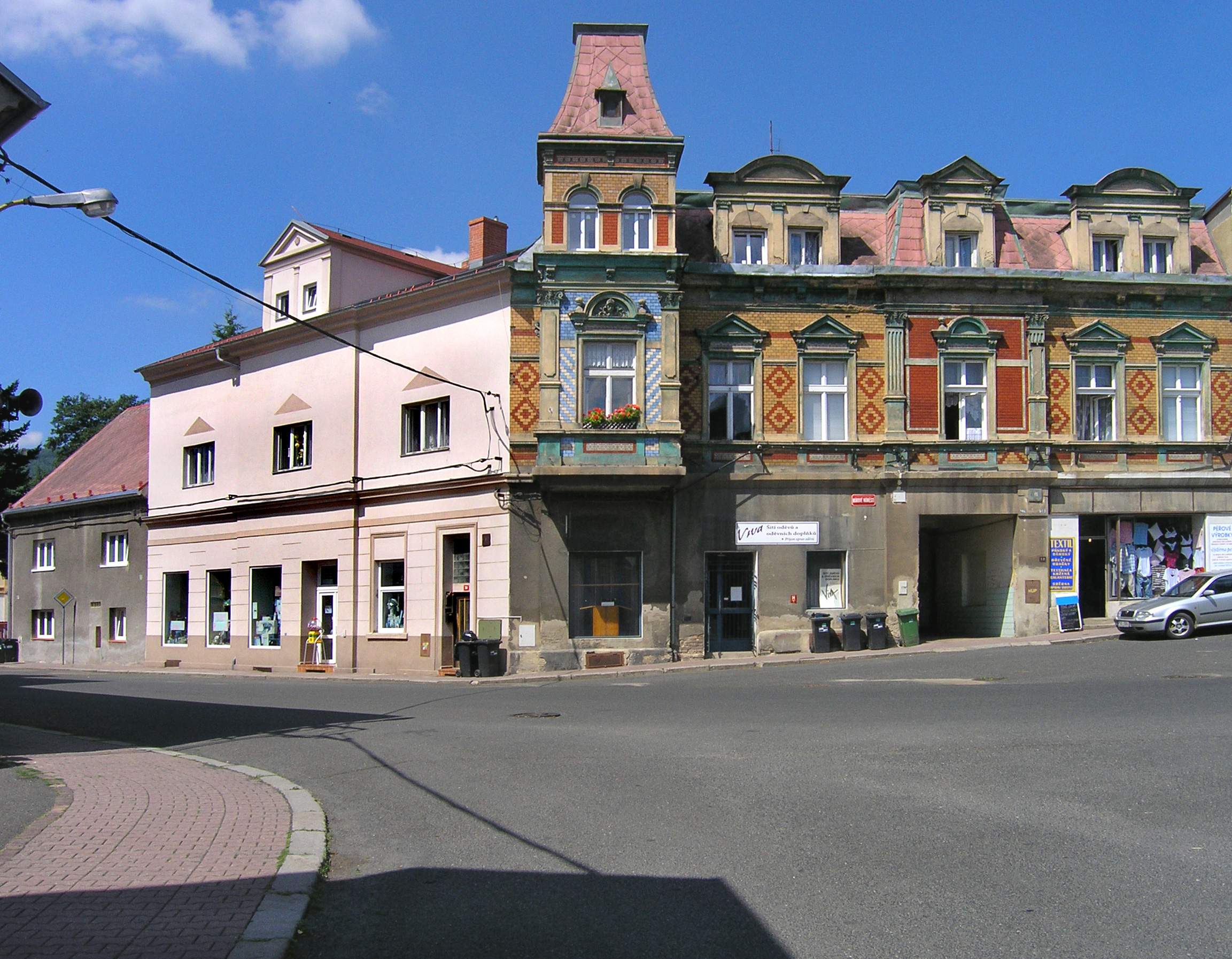
Mírové náměstí / Platz des Friedens

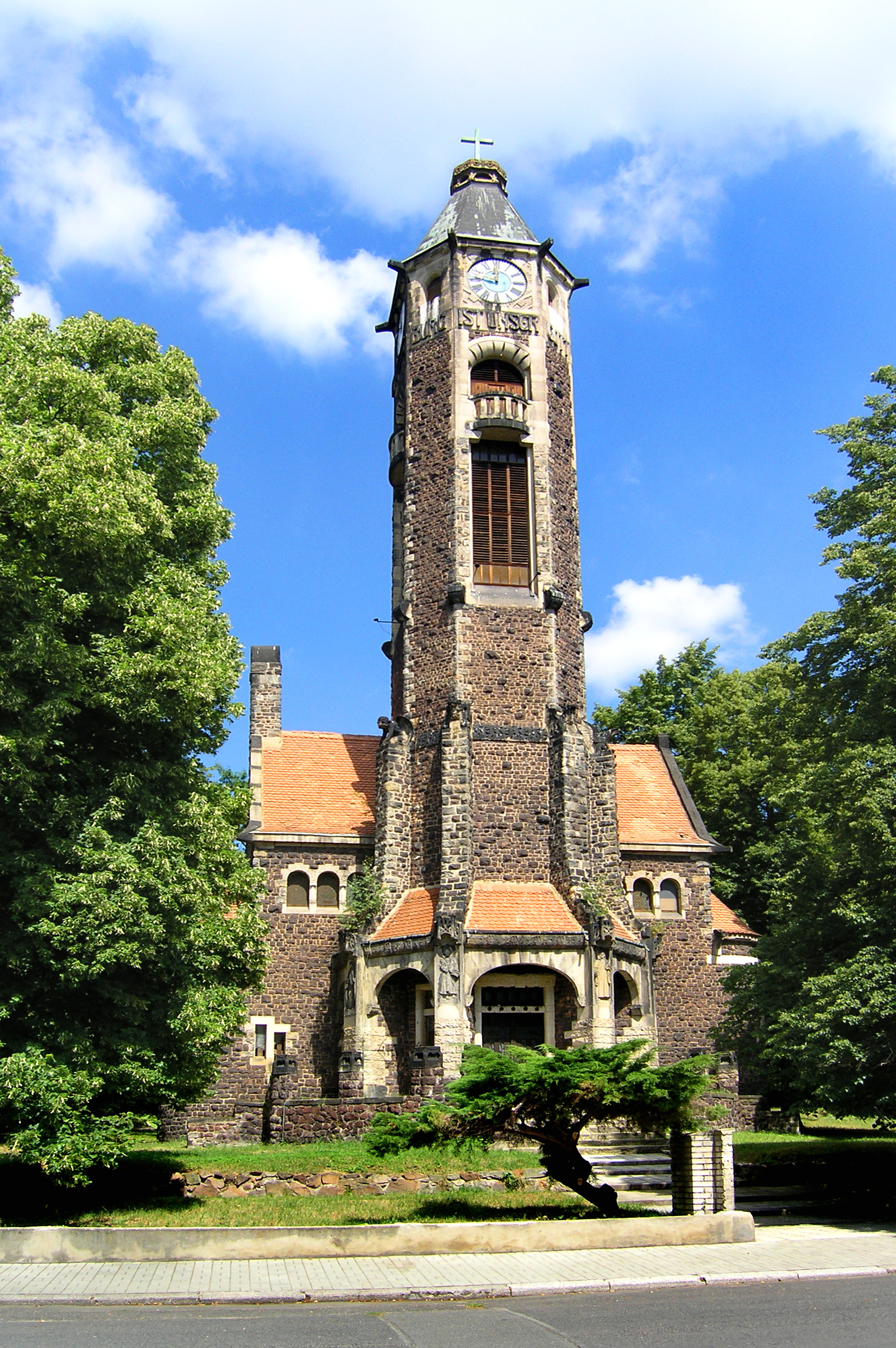
Evangelische Kirche

Das erste Mal erwähnt wurde Klostergrab, das damals noch ein Dorf war, am 6. Mai 1282 beim Verkauf des Ortes vom Benediktiner-Frauenkloster Teplice an den Abt Theodorich II. des Klosters Ossegg.
Vermutlich bereits Anfang des 14. Jahrhunderts setzte in der Umgebung von Klostergrab Bergbau auf Silber und silberhaltige Bleierze ein. Im 15. Jahrhundert entwickelte sich der Bergbauflecken zu einem florierenden Ort, dem 1458 König Georg von Podiebrad das Recht zum Abhalten eines wöchentlichen Marktes verlieh. 1594 wurde der Marktflecken von Kaiser Rudolf II. zur Bergstadt ernannt. Ab der zweiten Hälfte des 16. Jahrhunderts entdeckte man in der Umgebung der Stadt zudem Braunkohle und begann mit deren Nutzung.

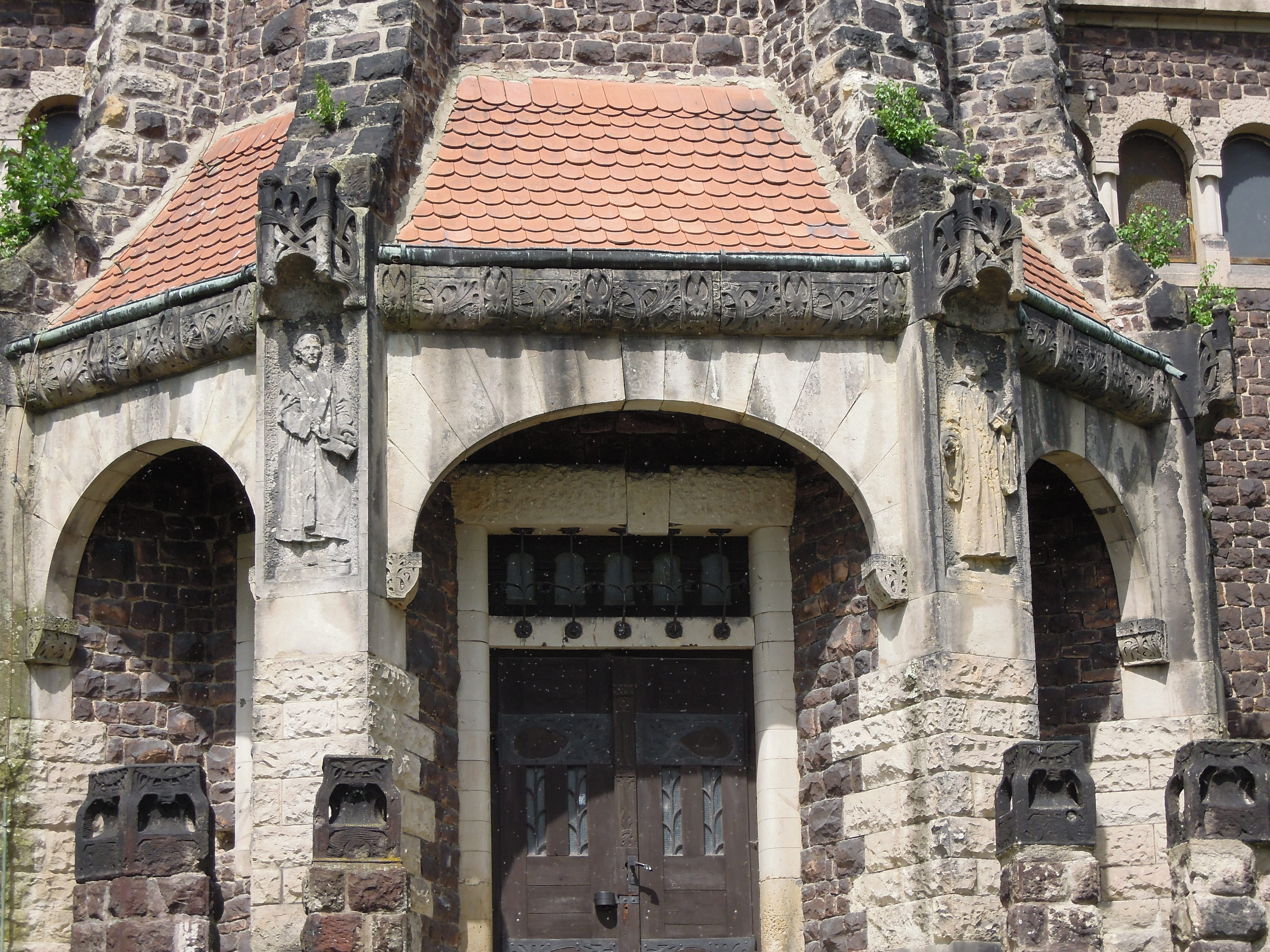
Eingang zur Kirche in Hrob

1580 bestätigte der Papst die Auflösung des Klosters von Dux, und Klostergrab gelangte in das Eigentum des Prager Erzbischofs. Zu diesem Zeitpunkt nahmen die Einwohner auch das Gedankengut Martin Luthers an. Nach dem Erlass des Majestätsbriefes, in dem Kaiser Rudolf II. im Jahr 1609 den evangelischen Ständen des Königreichs Böhmen Religionsfreiheit gewährte, erfolgte 1611 in Klostergrab der Bau der ersten reformierten Kirche in Böhmen. Dies wurde jedoch von dem katholischen Bevölkerungsteil als unrechtmäßig angesehen, so dass der Stadthauptmann von Osek die Kirche 1617 wieder abreißen ließ. 

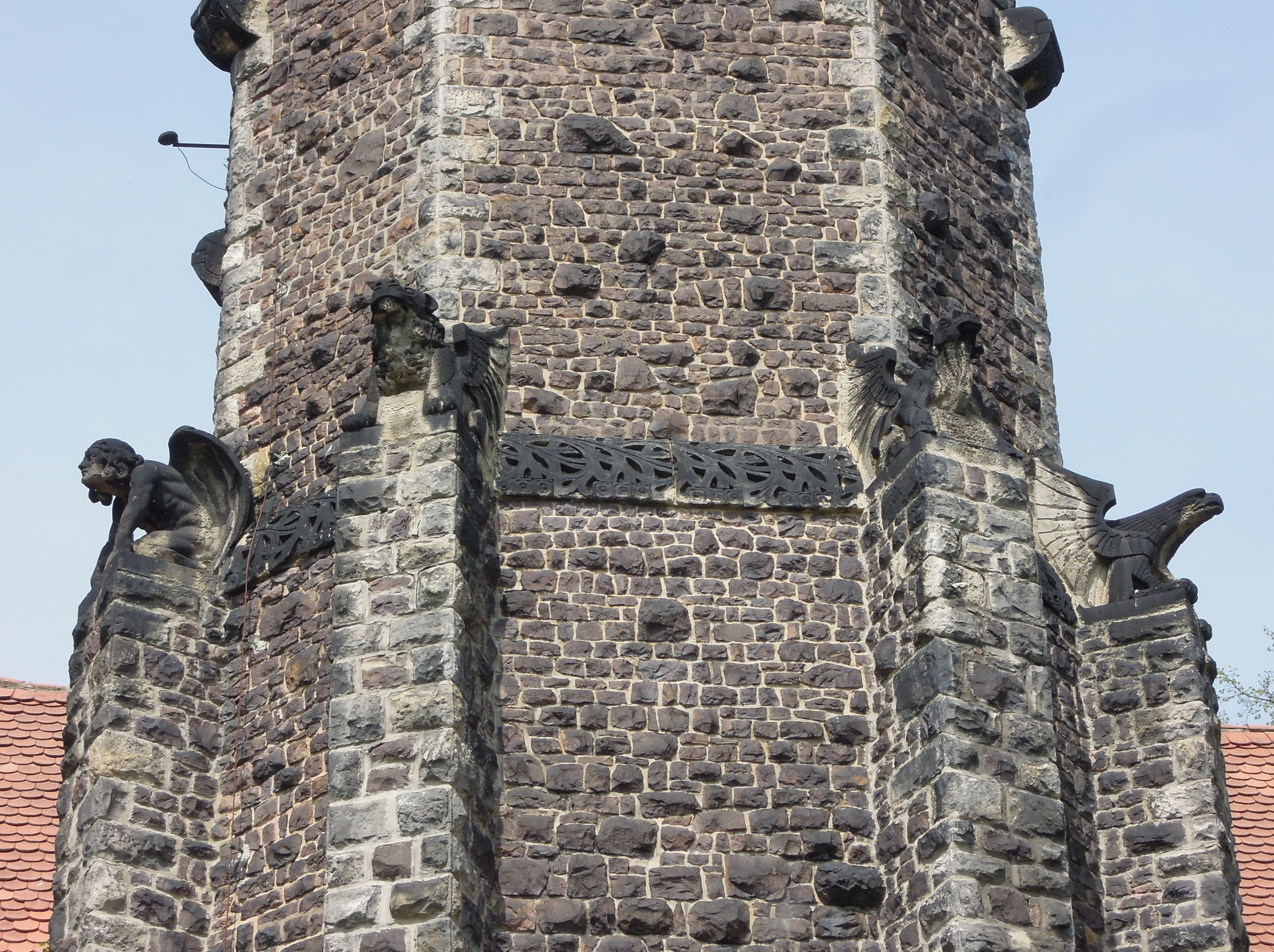
Hrob Detail am Turm der Kirche

Durch diesen Abriss kam es in Böhmen zu großen Unruhen, die letztendlich zum Prager Fenstersturz, dem Auslöser des Dreißigjährigen Krieges, führten. Erst 300 Jahre später wurde im Ort wieder eine evangelische Kirche errichtet. 
Der Silberbergbau kam im Dreißigjährigen Krieg zum Erliegen und wurde nach mehreren vergeblichen Versuchen erst zu Beginn des 19. Jahrhunderts wieder in nennenswertem Umfang aufgenommen. Die Grube St. Barbara förderte 1824/25 5,3 Kilogramm Silber. Der Verfall des Silberpreises Ende des 19. Jahrhunderts führte letztlich zur Einstellung des Erzbergbaus.
Zu dieser Zeit hatte man im Braunkohlenbergbau jedoch schon den Schritt von den kleinen oberflächennahen Nebenerwerbsgruben hin zum industriellen Abbau Tiefbau (später Tagebau) vollzogen. Aufgrund des Kohlebergbaus zählte Klostergrab von Anbeginn an zu den nordböhmischen Industrieorten. Neben Kohle wurden Steine abgebaut, im Ort gab es eine Glaserei, Bleifabrik, Spinnerei, Mühlen, Sägewerke, Brauerei, Kartonagefabrik, Kieswerke usw.
Nach dem Ersten Weltkrieg kam Klostergrab 1919 zur neu geschaffenen Tschechoslowakei. Aufgrund des Münchner Abkommens gehörte Klostergrab von 1938 bis 1945 zum Landkreis Dux, Regierungsbezirk Aussig, im deutschen Reichsgau Sudetenland. Nach Ende des Zweiten Weltkriegs wurde die deutschsprachige Bevölkerung größtenteils enteignet und vertrieben.

### Demographie
Bis 1945 war Klostergrab überwiegend von Deutschböhmen besiedelt, die vertrieben wurden.
| Jahr | Einwohner | Anmerkungen    |
| ---- | --------- | -------------- |
| 1830 | 0832      | in 122 Häusern |
| 1869 | 1358      |                |
| 1871 | 1400      | in 141 Häusern |
| 1880 | 1660      |                |
| 1890 | 2256      |                |
| 1900 | 3562      |                |
| 1910 | 3771      |                |
| 1921 | 3560      |                |
| 1930 | 3602      | [ 9 ]          |
| 1939 | 2810      | [ 9 ]          |

| Jahr      | 1950 | 1961 1 | 1970 1 | 1980 1 | 1991 1 | 2001 1 | 2011 1 |
| Einwohner | 2126 | 3059   | 2648   | 2396   | 2063   | 1989   | 1959   |

## Sehenswürdigkeiten
- Grundmauern der 1617 zerstörten ersten protestantischen Kirche
- Katholische Kirche der Heiligen Barbara
- Evangelische Auferstehungskirche: Die Kirche steht in der Tradition der 1617 zerstörten protestantischen Kirche. Sie wurde 1900/1902 im Jugendstil nach Planungen des Architekturbüros Schilling & Graebner errichtet. Das Gebäude ist dringend sanierungsbedürftig. Die Kosten können vom Eigentümer, der Hussitischen Kirche jedoch derzeit nicht aufgebracht werden (Stand April 2014).[11]
- Barockdenkmäler auf dem Marktplatz
- Steinbrunnen
- Kapelle der Jungfrau Maria in Křižanov
- Touristische Bahnstrecke Most–Moldava mit Eisenbahnbrücken
- Bergbaustollen
- Sägewerk in Mlýny

## Persönlichkeiten
- Josef Blechinger (1911–1995), österreichischer Philhellene und Ikonenmaler
- František Höhnel, Historiker
- František Hradec, Chronist
- František Kühnel-Hrobský, Historiker
- Karel Lím, Gründer des Vereins der ErzgebirgeTouristik
- Klemens Perner (1889–1970), österreichischer Kapellmeister und Komponist
- Augustinus Sartorius (1663–1723), tschechisch-österreichischer Zisterzienser und Kirchenhistoriker
- Johannes Schröpfer (1909–1995), deutscher Slawist